# Vall dels Set Castells
La Vall dels Set Castells és un nom informal donat a la vall del riu Eisch, al centre de Luxemburg. S'estén des de la confluència amb l'Alzette aigua amunt a Steinfort, a la frontera amb Bèlgica.
Tota la ruta es pot recórrer en una hora aproximadament amb cotxe, començant a prop de la ciutat d'Arlon, a la frontera de Bèlgica / Luxemburg. Existeix un viarany de 37 quilòmetres que porta els caminants al llarg de la vall i més enllà dels castells.
La vall té el nom pel grup dels set castells que voregen el seu recorregut. Aquests castells són, en ordre, direcció aigua amunt: 
- Castell de Mersch
- Castell de Schoenfels
- Castell d'Hollenfels
- Castell d'Ansemburg
- Castell Nou d'Ansemburg
- Castell de Septfontaines
- Castell de Koerich

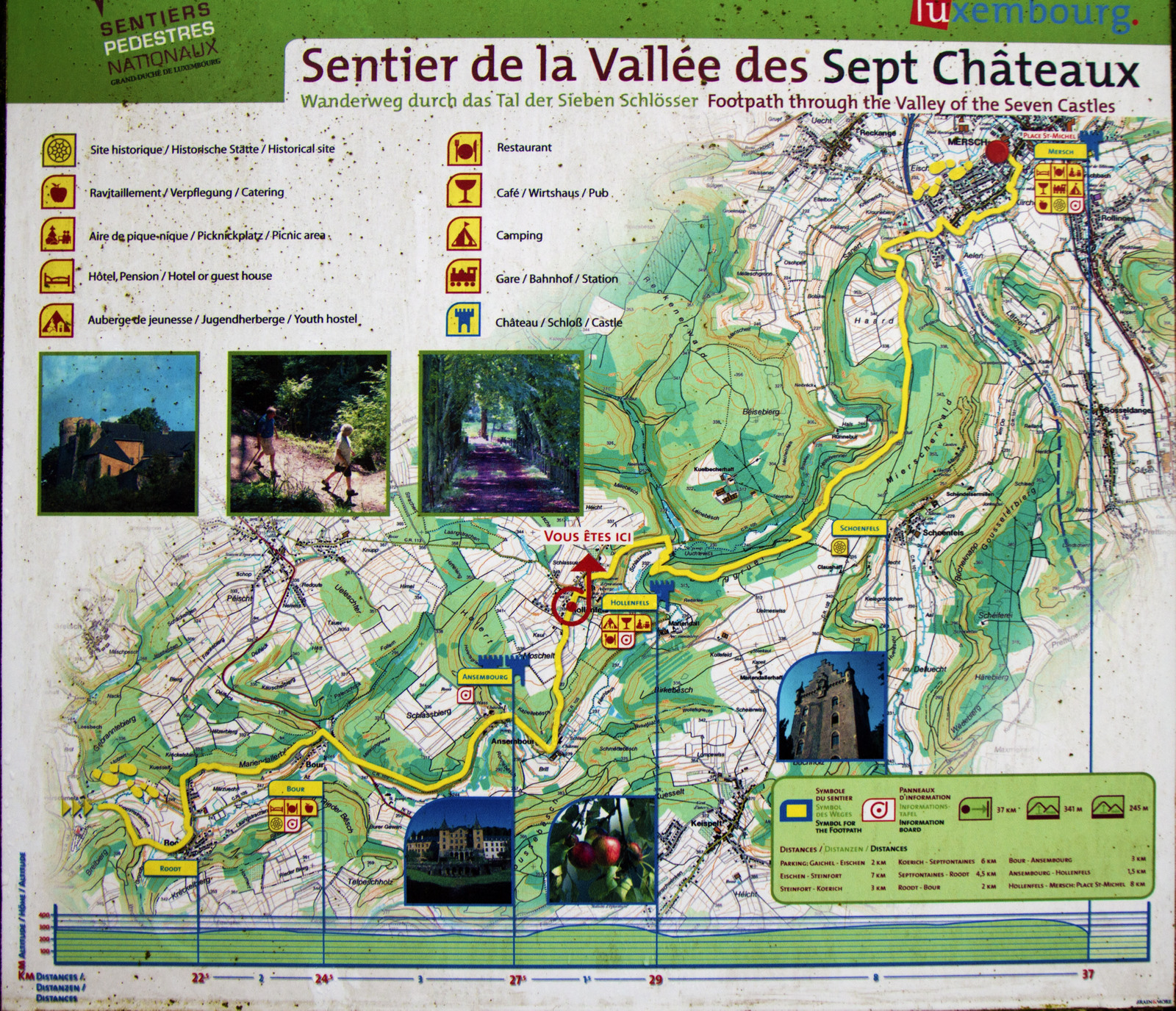
Plànol de la Vall dels Set Castells
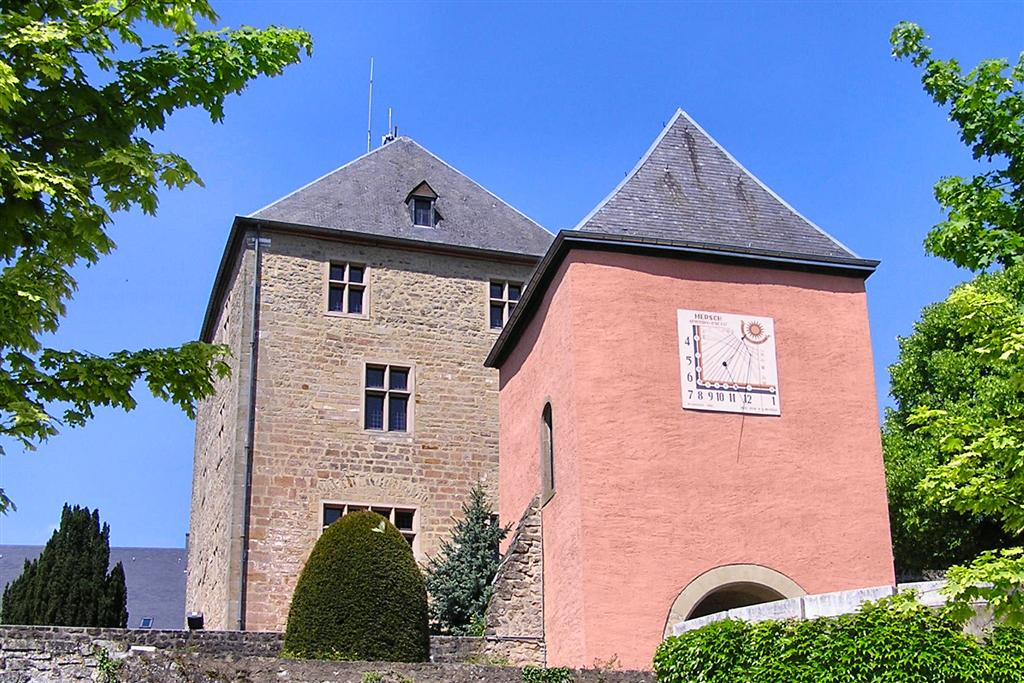
Castell de Mersch
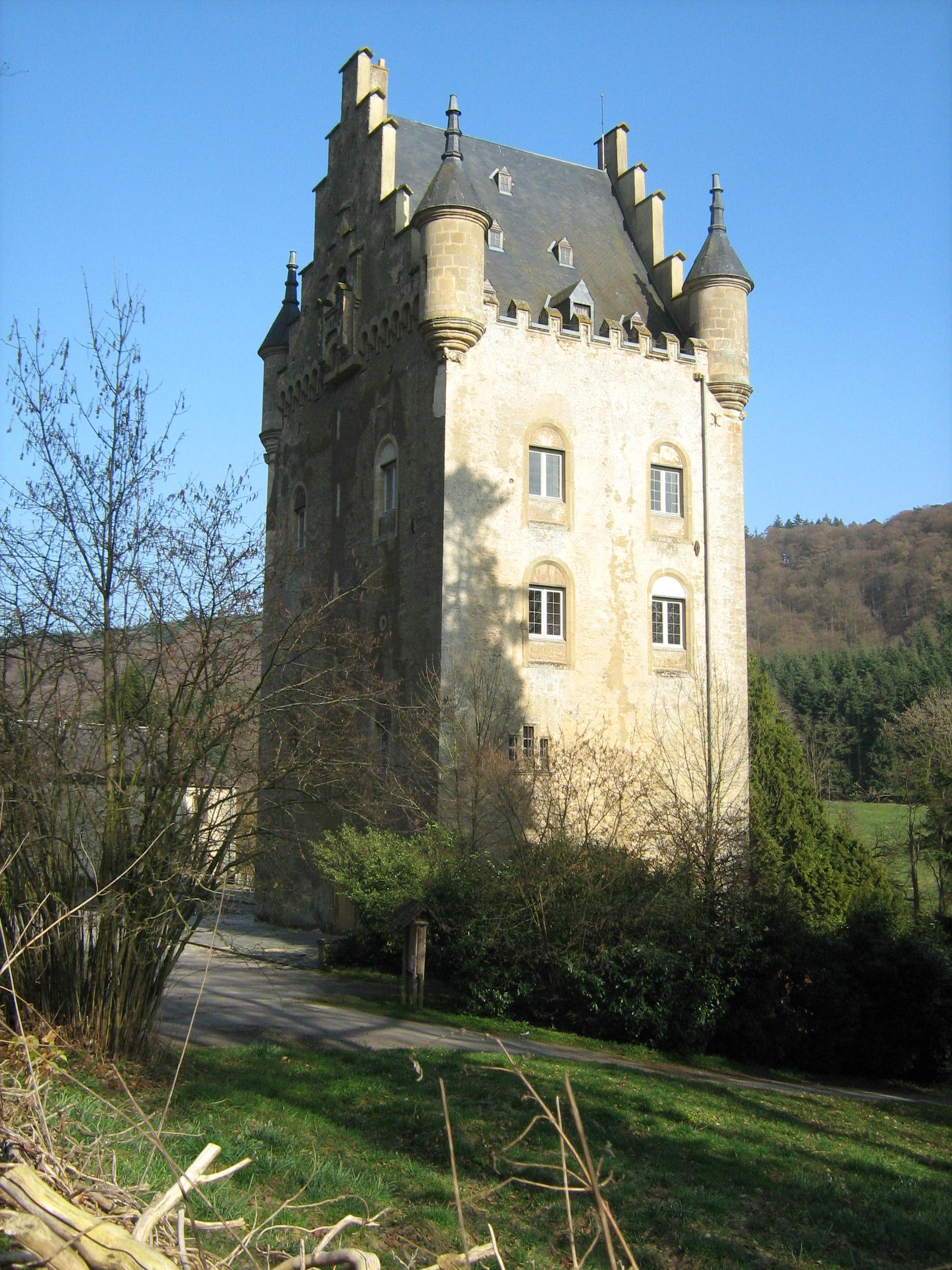
Castell de Schoenfels
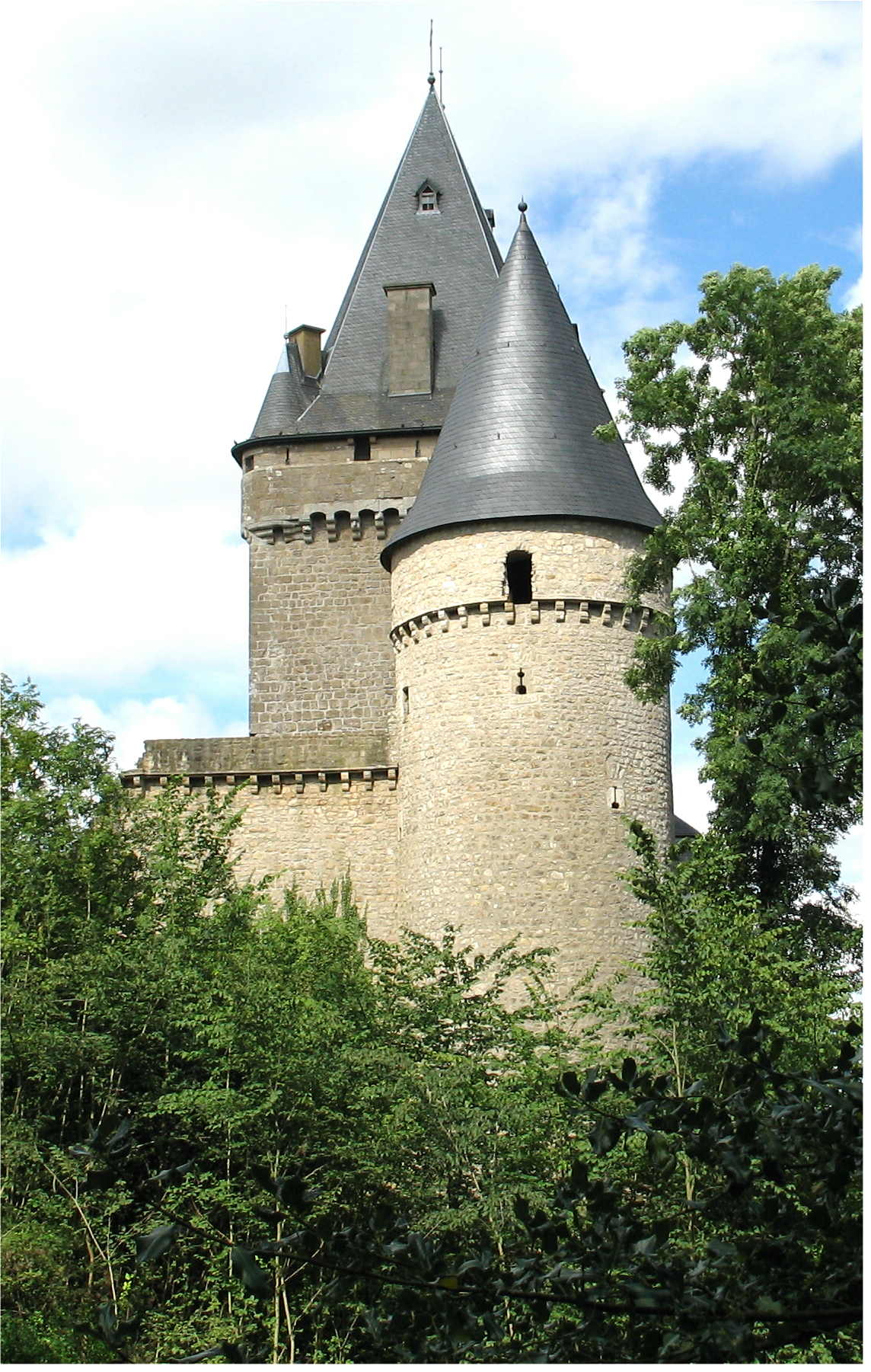
Castell d'Hollenfels

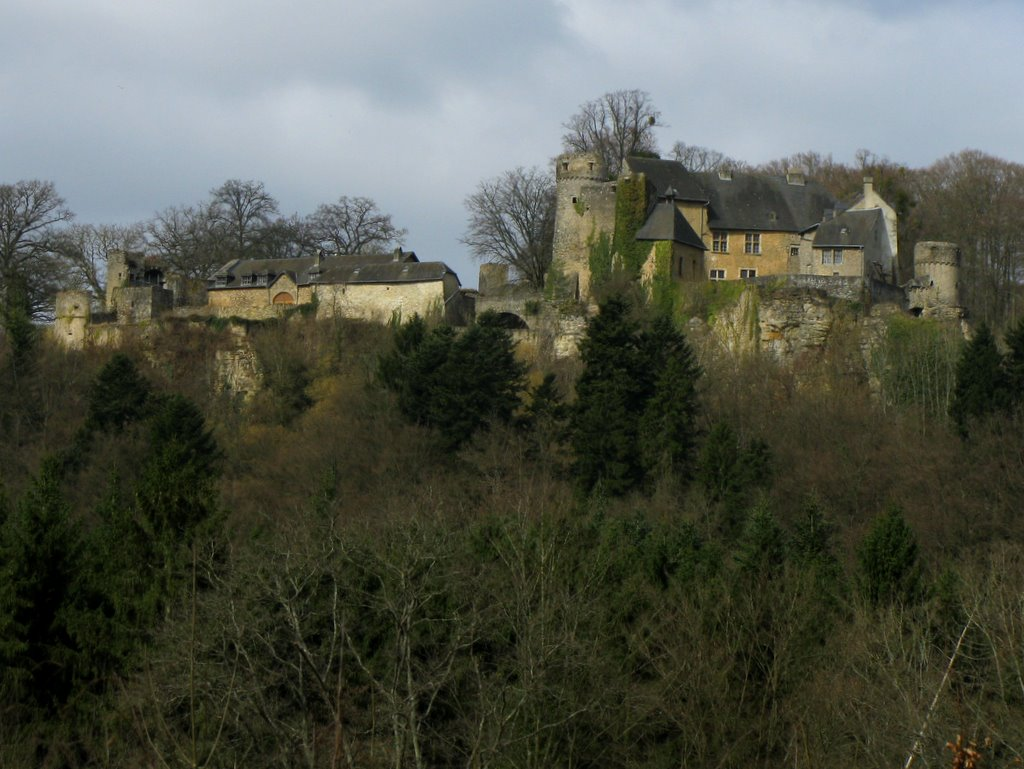
Castell d'Ansembourg
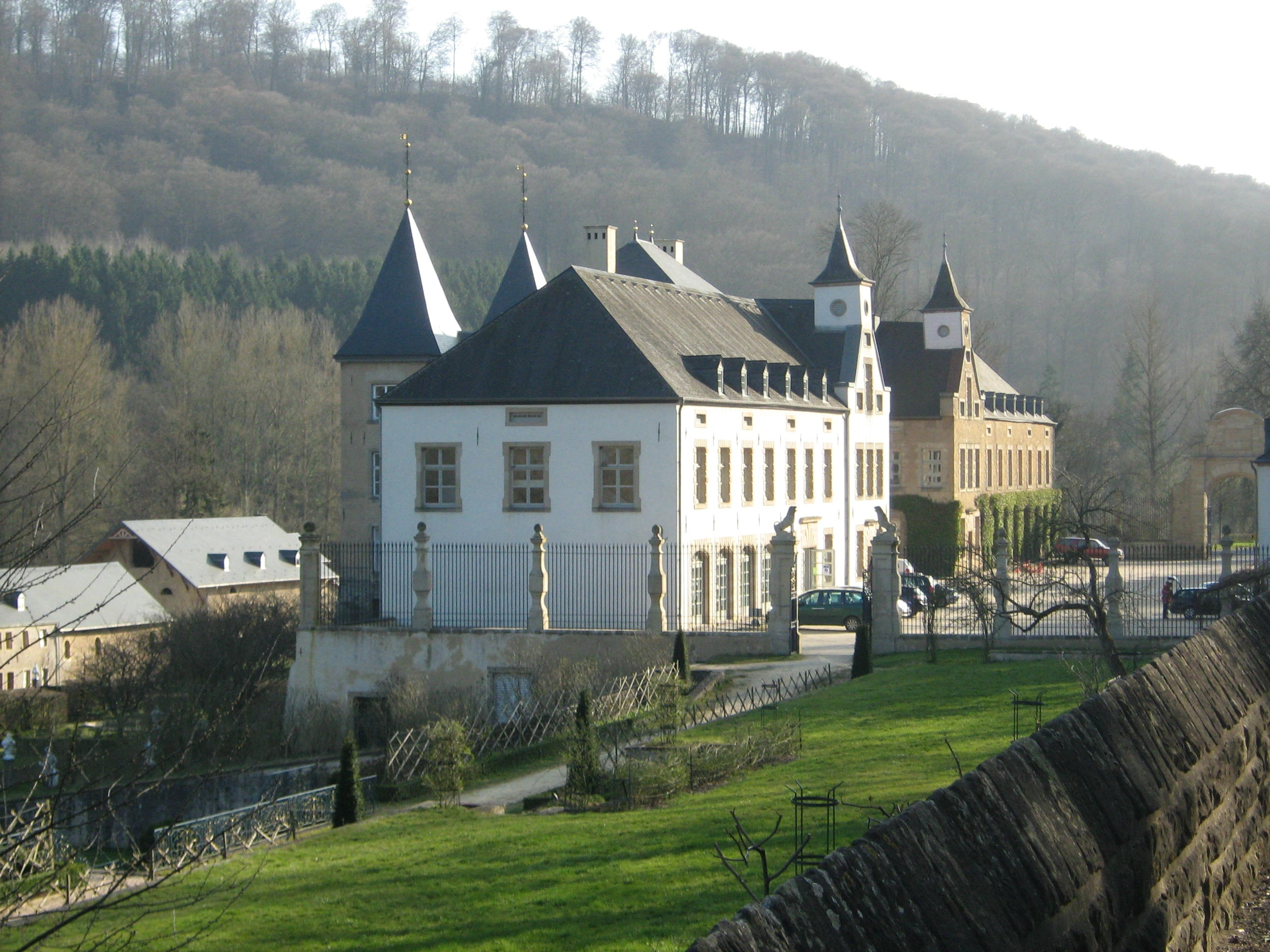
Castell Nou d'Ansemburg
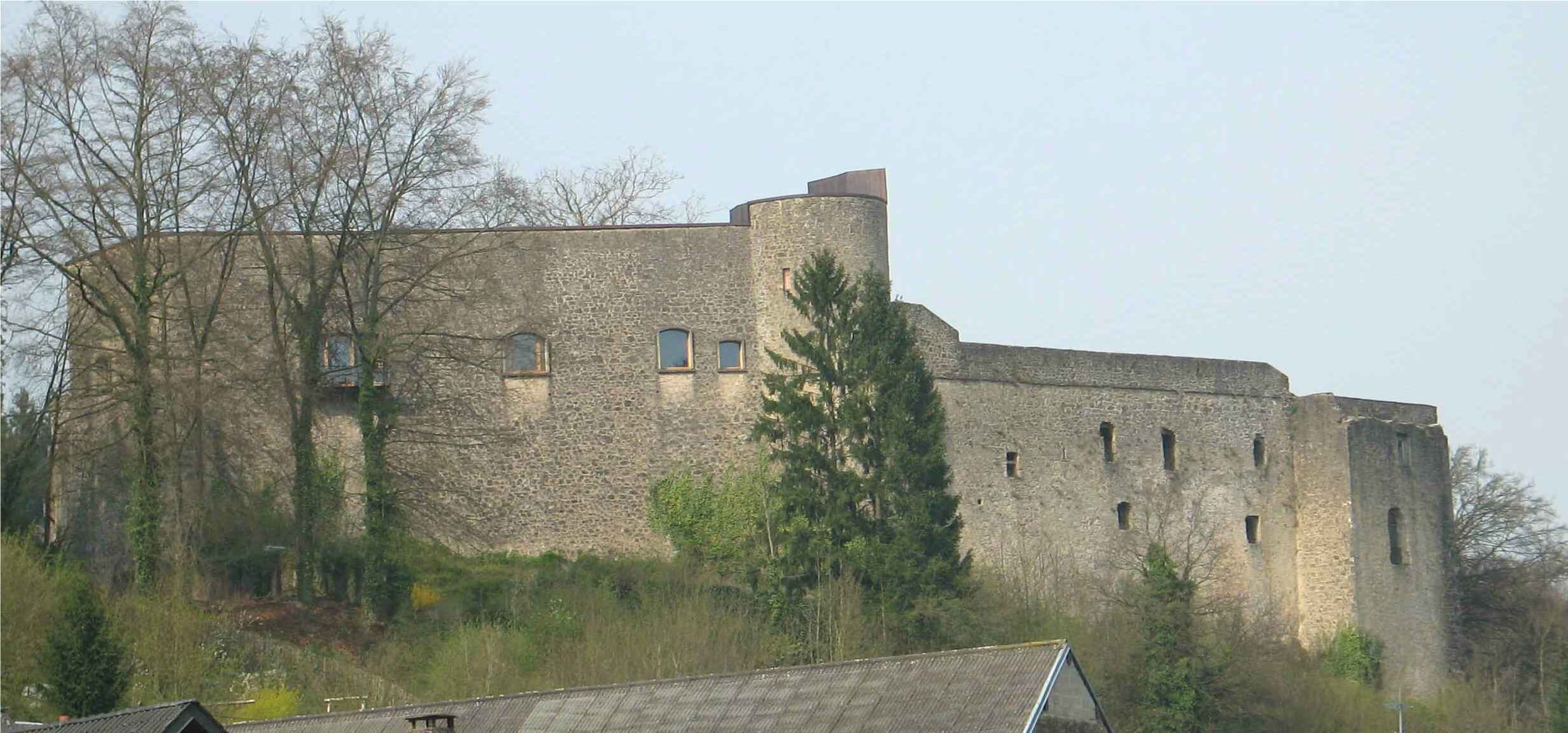
Castell de Septfontaines
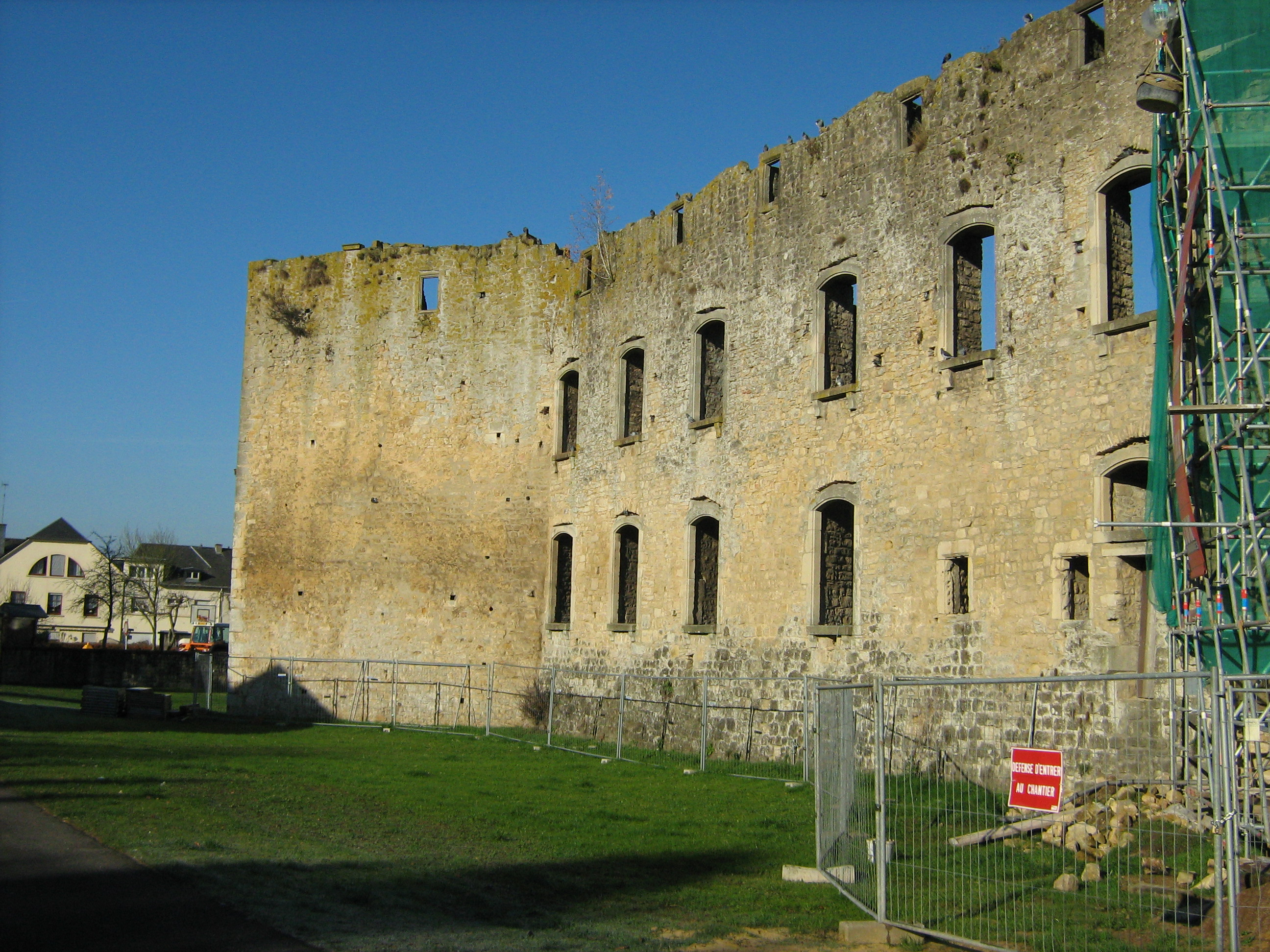
Castell de Koerich